# Kaho Nashiki
Kaho Nashiki (梨木 香歩, Nashiki Kaho), née en 1959 à Kagoshima, est une écrivaine japonaise. Elle a publié des romans pour adultes et pour la jeunesse, des albums illustrés et des essais. 

## Biographie
Elle étudie à l'université Dōshisha à Kyoto puis part au Royaume-Uni étudier la littérature sous la direction de Betty Morgan Bowen, connue pour ses livres pour enfants. De retour au Japon, elle travaille pour le psychologue Hayao Kawai,. Elle écrit en parallèle L'été de la Sorcière qu'elle lui fait lire en 1994. Enthousiasmé par le roman, il l'envoie lui même à un éditeur et l'ouvrage connait rapidement le succès au Japon,. Il y obtient trois prix dont le prix de littérature Shôgakukan en 1995. Il sera adapté au cinéma en 2008. En 1996, elle publie un livre pour la jeunesse, Le Jardin qui reçoit le prix de littérature fantasy pour la jeunesse. En 2005, elle reçoit le Grand prix des libraires du Japon pour son roman Iemori kitan.